# Obština Silistra
Obština Silistra (bulharsky Община Силистра) je bulharská jednotka územní samosprávy v Silisterské oblasti. Leží ve východním Bulharsku v Dolnodunajské nížině podél Dunaje u hranic s Rumunskem. Sídlem obštiny je město Silistra, kromě něj zahrnuje obština 18 vesnic. Žije zde téměř 50 tisíc stálých obyvatel.

## Sídla
| - Ajdemir - Babuk - Bălgarka - Bogorovo - Bradvari - Cenovič - Glavan | - Jordanovo - Kalipetrovo - Kazimir - Polkovnik Lambrinovo - Popkralevo - Profesor Iširkovo - Sărpovo | - Silistra (sídlo správy) - Smilec - Sracimir - Srebărna - Vetren |

## Sousední obštiny
| Růžice kompasu |        |                  |           | Růžice kompasu |
| Růžice kompasu | Sitovo | Sever            | Kajnardža | Růžice kompasu |
| Růžice kompasu | Sitovo | Obština Silistra | Kajnardža | Růžice kompasu |
| Růžice kompasu | Sitovo | Jih              | Kajnardža | Růžice kompasu |
| Růžice kompasu |        | Dulovo           | Alfatar   | Růžice kompasu |

## Obyvatelstvo
K 15. prosinci 2024 v obštině žilo 48 503 obyvatel a bylo zde trvale hlášeno 55 262 obyvatel. Podle sčítání 7. září 2021 bylo národnostní složení následující:
- Bulhaři: 34 099 (86.3 %)
- Turci: 4 445 (11.3 %)
- Romové: 618 (1.6 %)
- ostatní[p 4]: 344 (0.9 %)

V období 2011 až 2021 v obštině ubylo 7 515 obyvatel.